# Ignacy Szczęsnowicz

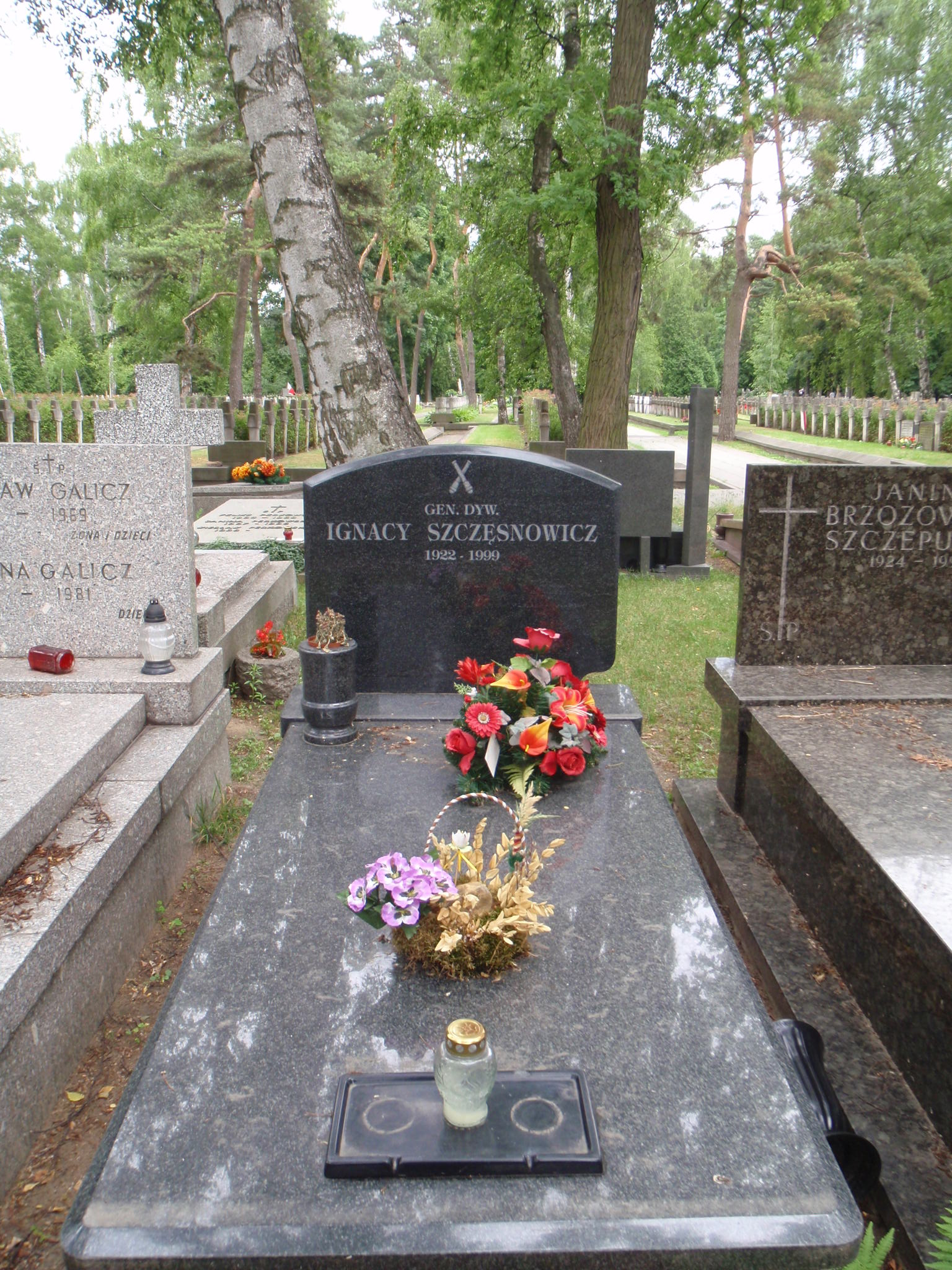
Grób gen. dyw. Ignacego Szczęsnowicza na Cmentarzu Wojskowym na Powązkach w Warszawie

Ignacy Szczęsnowicz (ur. 10 czerwca 1922 w Karmozach, zm. 19 września 1999) – polski dowódca wojskowy, generał dywizji Wojska Polskiego, szef Wojsk Rakietowych i Artylerii (1961–1977), główny twórca polskich wojsk rakietowych.

## Życiorys
Urodził się 10 czerwca 1922 we wsi Karmozy w województwie nowogródzkim w rodzinie polskiej. W październiku 1940 został wcielony do Armii Czerwonej jako słuchacz kursu chorążych kompanii szkolnej 245 pułku piechoty 123 Dywizji Piechoty w Wyborgu. Po wybuchu wojny niemiecko-radzieckiej w czerwcu 1941 brał udział w walkach na froncie. W październiku 1941 ukończył Kurs Chorążych przy Froncie Leningradzkim i awansował na stopień chorążego w korpusie oficerów artylerii. Objął dowództwo plutonu moździerzy 486 pułku piechoty 177 Dywizji Piechoty. Następnie przeszedł na takie samo stanowisko w 147 pułku piechoty. Rozkazem dowódcy 67 Armii z 20 maja 1942 został awansowany na stopień podporucznika. Walczył w obronie Leningradu, od sierpnia 1942 był dowódcą baterii w 95 samodzielnym batalionie karabinów maszynowych i artylerii. Równocześnie od lipca do września 1942 odbył kurs dowódców baterii Frontu Leningradzkiego.
W maju 1943 wstąpił do formowanych na terytorium ZSRR Polskich Sił Zbrojnych. W obozie w Sielcach nad Oką został skierowany do służby w 1 Dywizji Piechoty im. Tadeusza Kościuszki. Był dowódcą 1 baterii w 1 dywizjonie 1 pułku artylerii lekkiej. Od 1 października 1943 był szefem zwiadu dywizjonu artylerii w 1 pal. Wziął udział w bitwie pod Lenino. W lutym 1944 przeszedł do 3 pułku artylerii lekkiej. W tej jednostce wziął udział w walkach o Kołobrzeg i przeszedł szlak bojowy  aż do terenu Niemiec. Od listopada 1944 pomocnik szefa sztabu 3 pułku, a od kwietnia 1945 pomocnik szefa sztabu artylerii 3 Dywizji Piechoty. 
We wrześniu 1946 został skierowany na kurs dowódców dywizjonów artylerii w Centrum Wyszkolenia Artylerii w Toruniu. Kurs ten ukończył we wrześniu 1947 z 1 lokatą. W październiku 1947 został pomocnikiem szefa sztabu 13 Brygady Artylerii Ciężkiej w Toruniu do spraw operacyjno-wyszkoleniowych. Od marca 1949 był dowódcą 74 pułku artylerii haubic, a od listopada 1949 starszym pomocnikiem szefa wydziału wyszkolenia ds. szkolenia oddziałów w Głównym Inspektoracie Artylerii. Od września 1950 na kolejnych stanowiskach w Dowództwie Artylerii WP, gdzie był kolejno kierownikiem sekcji planowania Wydziału Wyszkolenia Bojowego, szefem wydziału planowania i programowania Oddziału Wyszkolenia Bojowego (od grudnia 1951) i szefem Oddziału Wyszkolenia Bojowego Dowództwa Artylerii WP (od stycznia 1953).
W latach 1955–1956 był dowódcą Artylerii Warszawskiego Okręgu Wojskowego. Od grudnia 1956 do października 1958 studiował w Wojskowej Akademii Sztabu Generalnego Sił Zbrojnych ZSRR im. K.J. Woroszyłowa w Moskwie. Studia ukończył z oceną bardzo dobrą. Po powrocie do kraju był szefem Oddziału Szkolenia Wojskowego Szefostwa Artylerii WP, a od lipca 1960 szefem sztabu Szefostwa Artylerii WP. Na mocy uchwały Rady Państwa PRL z 13 lipca 1960 otrzymał nominację na stopień generała brygady. Akt nominacyjny wręczył mu 20 lipca 1960 w Belwederze przewodniczący Rady Państwa Aleksander Zawadzki.
Od maja 1961 do października 1965 szef Artylerii WP, a od października 1965 do marca 1977 szef Wojsk Rakietowych i Artylerii MON. Animator i organizator broni rakietowej WP. Zbudował struktury organizacyjne i proponował rozwiązania operacyjne i techniczne dla tego rodzaju uzbrojenia. Na mocy uchwały Rady Państwa PRL z 10 października 1969 otrzymał nominację na stopień generała dywizji. Akt nominacyjny wręczył mu 10 października 1969 w Belwederze przewodniczący Rady Państwa Marian Spychalski. Od marca 1977 do lutego 1983 attaché wojskowy, morski i lotniczy Ambasady PRL w Moskwie. Od lutego 1983 przebywał w dyspozycji MON. W grudniu 1983 oficjalnie pożegnany przez ministra obrony narodowej, gen. broni Floriana Siwickiego w związku z zakończeniem zawodowej służby wojskowej. Od 16 lutego 1984 w stanie spoczynku.   
Przesłużył 3 lata w Armii Czerwonej oraz ponad 40 lat w ludowym Wojsku Polskim, z czego ponad 23 lata w stopniu generalskim. W latach 60. należał do grupy zaledwie 12 osób w Polsce, które posiadały wiedzę na temat przechowywania na terenie kraju sowieckiej broni atomowej (zadanie specjalne „Wisła”).

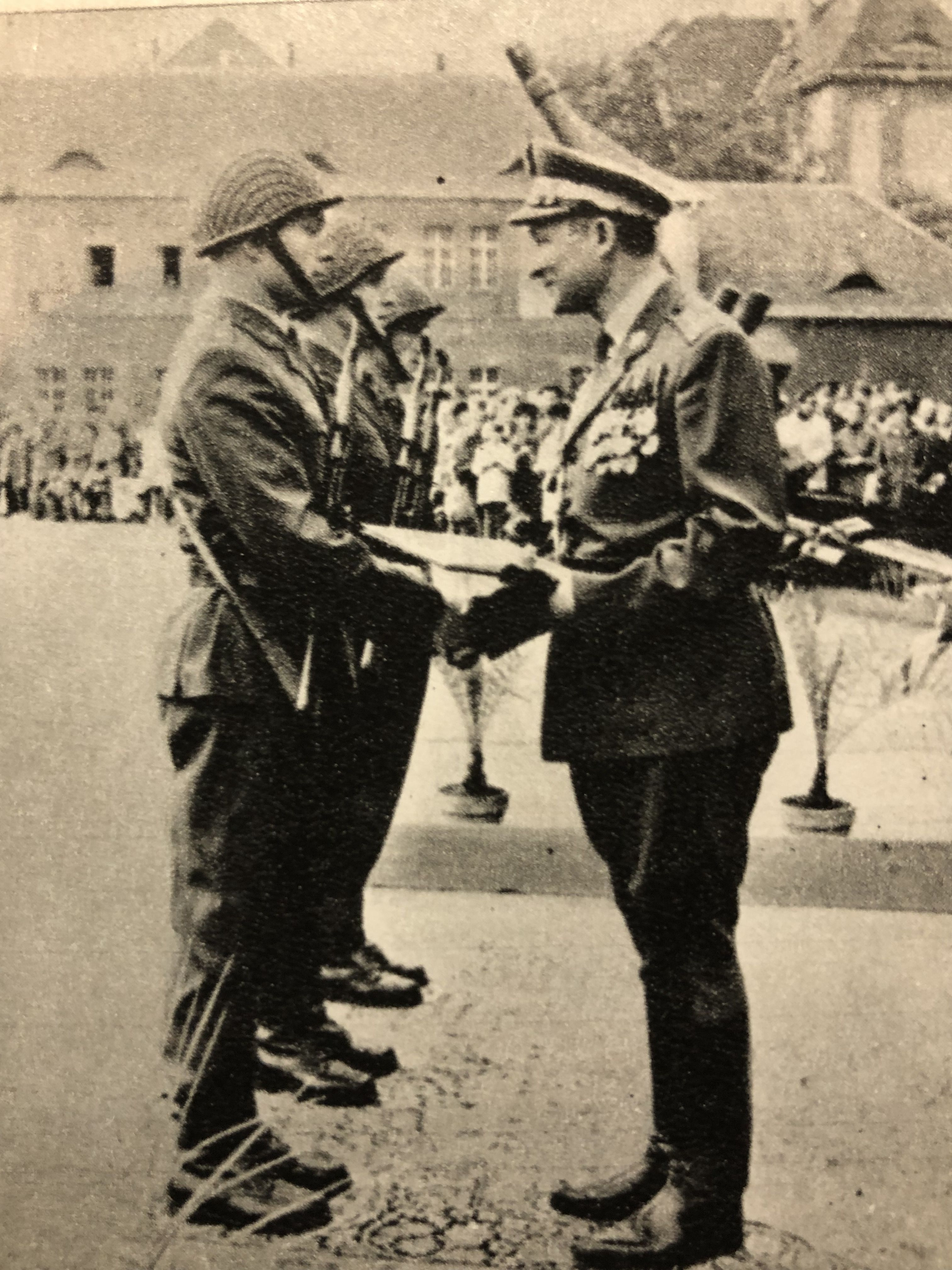
Szef Wojsk Rakietowych i Artylerii LWP gen. dyw. Ignacy Szczęsnowicz promuje absolwentów Kursu Przeszkolenia Podoficerów Zawodowych Artylerii, Wyższa Szkoła Oficerska Wojsk Rakietowych i Artylerii im. Generała Józefa Bema

Został pochowany na Cmentarzu Wojskowym na Powązkach w Warszawie (kwatera D 6 rz. 4 m. 39)

## Publikacje
- I. Szczęsnowicz, Wojska rakietowe i artyleria [w] Ludowe Wojsko Polskie 1943–1973, Wydawnictwo MON, Warszawa 1974

## Awanse
W trakcie służby wojskowej otrzymywał awanse na kolejne stopnie wojskowe:
- podporucznik Armii Czerwonej – 1942
- porucznik – 1943
- kapitan – 1945
- major – 1947
- podpułkownik – 1950
- pułkownik – 1955
- generał brygady – 1960
- generał dywizji – 1969

## Odznaczenia i wyróżnienia
- Krzyż Srebrny Orderu Virtuti Militari
- Krzyż Komandorski Orderu Odrodzenia Polski (1973)
- Krzyż Kawalerski Orderu Odrodzenia Polski (1958)
- Order Sztandaru Pracy II klasy (1963)
- Order Krzyża Grunwaldu III klasy (1968)
- Krzyż Walecznych (1945)
- Złoty Krzyż Zasługi (1952)
- Srebrny Krzyż Zasługi (dwukrotnie - 1945, 1946)
- Srebrny Medal „Zasłużonym na Polu Chwały” (dwukrotnie - 1945, 1946)
- Medal 10-lecia Polski Ludowej (1954)
- Medal 30-lecia Polski Ludowej (1974)
- Medal 40-lecia Polski Ludowej (1984)
- Medal Zwycięstwa i Wolności 1945
- Złoty Medal „Siły Zbrojne w Służbie Ojczyzny” (1968)
- Srebrny Medal „Siły Zbrojne w Służbie Ojczyzny”
- Brązowy Medal „Siły Zbrojne w Służbie Ojczyzny”
- Medal „Za udział w walkach o Berlin” (1967)
- Złoty Medal „Za zasługi dla obronności kraju” (1973)
- Srebrny Medal „Za Zasługi dla Obronności Kraju”
- Brązowy Medal „Za Zasługi dla Obronności Kraju”
- Odznaka 1000-lecia Państwa Polskiego
- Złota odznaka honorowa „Za Zasługi dla Warszawy” (1968)[5]
- Order Czerwonego Sztandaru (ZSRR, 1968)
- Order Wojny Ojczyźnianej II stopnia (ZSRR, 1945)
- Order Czerwonej Gwiazdy (ZSRR, 1943)
- Medal „Za obronę Leningradu” (ZSRR)
- Medal „Za umacnianie braterstwa broni” (ZSRR)
- Medal „Za zwycięstwo nad Niemcami w Wielkiej Wojnie Ojczyźnianej 1941–1945” (ZSRR)
- Medal jubileuszowy „Dwudziestolecia zwycięstwa w Wielkiej Wojnie Ojczyźnianej 1941–1945” (ZSRR)
- Odznaka „25-lecia Zwycięstwa w Wielkiej Wojnie Ojczyźnianej 1941–1945” (ZSRR, 1970)[6]
- Medal jubileuszowy „Trzydziestolecia zwycięstwa w Wielkiej Wojnie Ojczyźnianej 1941–1945” (ZSRR)
- Medal jubileuszowy „Czterdziestolecia zwycięstwa w Wielkiej Wojnie Ojczyźnianej 1941–1945” (ZSRR, 1975)
- Medal jubileuszowy „60 lat Sił Zbrojnych ZSRR” (ZSRR, 1978)
- Medal jubileuszowy „70 lat Sił Zbrojnych ZSRR” (ZSRR, 1988)
- Medal „Za Umacnianie Przyjaźni Sił Zbrojnych” III stopnia (Czechosłowacja, 1970)

## Życie prywatne
Urodził się w rodzinie polskiej. Syn Wincentego (ur. 1891), rolnika i Anny (1892–1943). Mieszkał w Warszawie. Od 1949 żonaty z Walentyną z domu Żuk (1924–2014), miał syna i córkę.